# Thüringer Weg
Der Thüringer Weg (Doringsvordeweg oder Hohe Straße) war eine Wegverbindung von Blankenburg über die Pfalz Bodfeld und den Silberkulk (am Kapitelsberg bei Tanne) nach Sülzhayn und Ellrich im Südharz. Urkundliche Erwähnung findet der Weg erstmals als „Doringsvordewegh“ 1226 und „de olde rechte Wegh“ 1427.
Der Weg stammt aber wohl schon aus dem 10. Jahrhundert. 1226 wurde Bertoldus de Othstede am Silberkulk ermordet, er war der Sohn des Reichsministerialen Gerung.